# 행동신경과학
행동신경과학(Behavioral neuroscience) 또는 생물심리학(biological psychology 또는 biopsychology)은 생물학적인 배경을 가지고 심리학의 주제에 접근하는 분야를 일반적으로 일컫는 말이다. 다시말해, 행동의 생물학적인 기초를 알아보는 분야라고 하겠다. 인간과 다른 동물의 행동에 대한 생리적, 유전적, 발달 메커니즘 연구에 생물학 원리를 적용하는 것이다.

## 생물심리학
생물 심리학으로도 알려진 '행동 신경과학'은 인간 및 다른 동물의 행동의 생리적, 유전적, 환경적, 사회적 발달 메커니즘 연구에 생물학의 원리를 적용하는 것을 말한다. 이러한 심리학의 과학적 기반은 신경심리학이나 신경정신약물학, 건강심리학 등에서 뿐만아니라 인지심리학, 행동주의 심리학, 임상심리학등 기초영역과 응용영역에서 매우 중요한 자료를 광범위하고 체계적일수있도록 지속적으로 제공해오고있다.
특히 이러한 맥락은 행동주의 심리학의 보상시스템이 신경계 신경세포의 신경전달물질 작용기전으로 어떻게 설명될 수 있는지 또는 정신약리학(Psychopharmacology)이 생물학적 리듬에 안정감을 제공하기 위해 역할을 하는데 있어서 한계는 어디까지이며 더나아가 왜 지원해야하는지 또는 왜 지원하지 말아야하는지를 전략적이고 윤리적으로 검토할 수 있게 정보를 제공해준다.

## 이슈
좁은의미에서는 생물심리학(生物心理學)은 생물학적인 관점에서 심리 현상을 기술하고 설명하려는 심리학. 심리학, 생물학, 생리학, 생화학, 신경 과학 및 관련 분야 따위를 포함하는 복합적 연구 분야로, 생물학적 기초인 행동과 경험의 생리적, 진화적, 발달적 과정에 관한 것을 연구하는 학문이며 보다 아주 좁은 의미로는 하위 분야인 생리심리학(生理心理學,physiological psychology)이라는 생리적 과정과 신경 과정에 토대를 두고 심리 현상을 기술하고 설명하려는 심리학으로 정의할 수 있다.
넓은 의미에서 본다면 인간의 행동이 어떻게 진화해왔는지를 탐구한다는 점에서 신경행동학, 진화심리학등과  관련있다. 그러나 이 분야에서는 다른 종들의 행동과 구조에 반영되어 있는 적응적인 기능을 연구하여 발견한 원리들을 인간의 행동을 설명하는 데 확대 적용하려는 노력을 기울이고 있다는 점에서 구별된다. 또한 동물 생물학, 동물행동학(ethology) 분야 내에서는 동물의 사회적 행동에 대한 연구가 사회생물학으로 발전하였다. 사회생물학은 찰스 다윈의 원리들을 사회적 행동, 그 중에서도 특히 종특이성행동(Species specific behavior) 및 상호이타주의(Reciprocal altruism) 행동등의 연구에 적용하고 있다. 한편 이 분야에서는 '이기적 유전자'라는 개념이 언급된바있다. 이를 통해 자연도태의 개별적인 성질을 가장 명백하게 보여주려고 시도한바있다. 이들의 관점에 따르면 모든 동물의 궁극적인 전략은 다음 세대에 자신 또는 자신이 속한 종의 유전자의 행동방식은 환경이 허락하는한 되도록 많이 퍼뜨리기위해 끊임없이 진화해왔다는 것이다. 그러나 아직 생물심리학의 주된 원리들은 이러한 자칫 일방적일수있는 시각에서 추가적으로 고려해야할 여지가 적지 않다. 한편 생물심리학은 전통적으로 물질과 정신은 같은 하나라는 동일론(Identity Theory)인 일원론의 입장을 취해왔다.

## 영역
| 영역 목차 | 예시                                   |
| 1         | 정의 그리고 연구방법                   |
| 2         | 뇌의구조와기능(시냅스,가소성,뇌해부학) |
| 3         | 각성과수면                             |
| 4         | 지각,감각 그리고 착각                  |
| 5         | 학습과 사고                            |
| 6         | 기억                                   |
| 7         | 항상성과 생리적 조절체계               |
| 8         | 운동과 섭식 그리고 에너지대사          |
| 9         | 정서와 성행동                          |
| 10        | 인지(논리력,의사결정과 문제해결)       |
| 11        | 언어와 사회성                          |
| 12        | 스트레스와 장애                        |
| 13        | 종특이성행동과 상호이타주의            |

## 같이 보기
- 기능주의 심리학
- 인지
- fMRI